# تحلیل نیازمندی‌ها

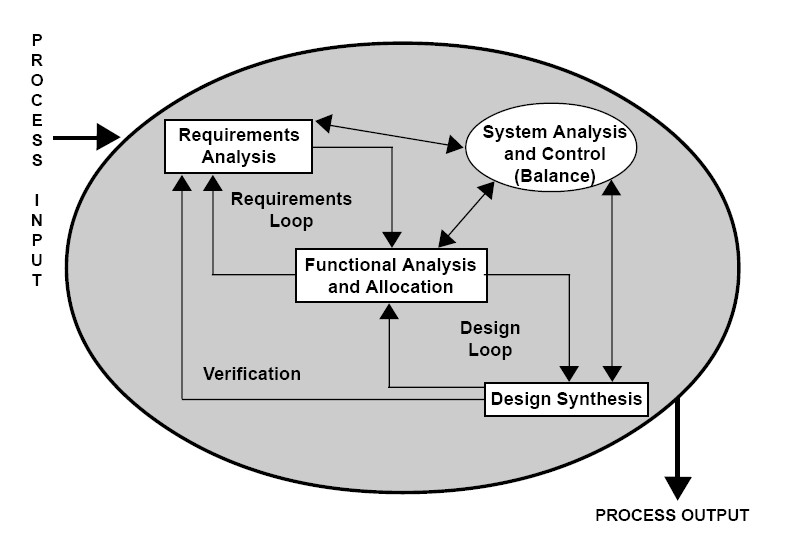
مهندسی سیستم در یک نما.

تحلیل نیازمندی‌ها در مهندسی سیستم‌ها و مهندسی نرم‌افزار، تحلیل و تعیین نیازها یا شرایط لازم برای انجام یک پروژه نو را دربرمی‌گیرد. تحلیل سیستماتیک نیازمندی‌ها را مهندسی نیازمندی‌ها می‌گویند.
تحلیل نیازمندی‌ها از ملزومات مهم موفقیت در یک پروژه محسوب می‌گردد.
نیازمندی‌های تحلیل شده باید: مستند، عملی، قابل اندازه‌گیری، قابل تست و ارزیابی، قابل ردیابی، مربوط به نیازها یا فرصت‌های همان کسب و کار باشند که به صورت مشروح با جزئیات کافی بیان شده باشند.

## بررسی اجمالی
از نظر مفهومی ، تجزیه و تحلیل نیازمندی‌ها شامل سه نوع فعالیت است:
- استخراج نیازمندی ها: (به عنوان مثال منشور پروژه یا تعریف چهارچوب آن)، مستند کردن  فرایند کسب و کار در شرایط موجود، و مصاحبه با ذینفعان پروره. برای همین گاهی اوقات با عنوان جمع‌آوری نیازمندی‌ها نیز نامیده می‌شود.
- تجزیه و تحلیل نیازمندی ها: بررسی اینکه آیا نیازمندی‌های اظهار شده روشن، کامل و بدون ابهام هستند و باهم تناقض ندارند و اقدام برای حل و فصل تناقض‌هایی که تدریجاً آشکار می‌شوند.
- ثبت نیازمندی ها: نیازمندی‌ها ممکن است با شکلها و روش‌های مختلف نگهداری شوند اما معمولاً در شکلهای لیست خلاصه، اسناد نوشته شده با ادبیات اداری، مورد استفاده، داستان کاربر یا مشخصات فرایند باشند.

تجزیه و تحلیل نیازمندی‌ها می‌تواند یک فرایند طولانی و خسته‌کننده باشد که در طی آن بسیاری از مهارت‌های روحی و اجتماعی ظریف علاوه بر تجربیات فنی درگیر هستند.

## انواع نیازمندی
به‌طور کلی نیازمندی‌های سیستم به دو بخش تقسیم می‌شوند
نیازمندی‌های عملکردی که شامل عملکردهای مورد نیاز سیستم می‌باشد.
نیازمندی‌های غیر عملکردی که شامل معیارهای کیفی، محدودیت و قیود سیستم می‌باشد

## پیوندها
آکادمی نرم‌افزار
انجمن خبرگی در مهندسی نیازمندی‌ها